# Bernsteinschnecken
Die Bernsteinschnecken (Succineidae) sind eine Familie aus der Unterordnung der Landlungenschnecken (Stylommatophora). Bei den meisten Arten kann der Körper nicht mehr vollständig in das Gehäuse zurückgezogen werden. Die Bernsteinschnecken sind die einzige Familie der Succineoidea.

## Merkmale
Die Gehäuse sind rechtsgewunden, mäßig hoch und umfassen meist nur wenige Windungen. Die letzte Windung ist stark vergrößert. Die Schale ist dünn, glänzend und häufig durchscheinend. Die Tiere können sich nicht mehr in das Gehäuse zurückziehen. In einigen Gattungen wird das Gehäuse fast ganz reduziert und die Tiere sind Halbnackt- oder Nacktschnecken geworden. Das untere Fühlerpaar ist stark reduziert. Die Tiere sind Zwitter, die sich in der Regel gegenseitig begatten. Selbstbefruchtung kann aber auch vorkommen. Es können bis weit über 100 Eier in mehreren Gelegen abgelegt werden. Die Entwicklungsdauer ist stark abhängig von der Temperatur und beträgt in der Regel ein bis zwei Wochen. Die Tiere können bis zwei Jahre alt werden.

## Vorkommen und Lebensweise
Die Familie ist weltweit verbreitet. Bernsteinschnecken kommen vor allem in den Uferzonen von Flüssen und Seen vor. Einzelne Arten leben auch in den Dünengebieten der Meeresküsten.

## Systematik
Die Familie der Bernsteinschnecken ist die einzige Familie der Überfamilie Succinoidea. Sie wird in die zwei bis drei Unterfamilien Succineinae, Oxylomatinae und Catinellinae untergliedert:
- Unterfamilie Succineinae Beck, 1837
  - Gattung Succinea Draparnaud, 1801 (mit den Untergattungen S. (Succinea) Draparnaud, 1801, S. (Novisuccinea) Pilsbry, 1948, S. (Calcisuccinea) Pilsbry, 1948, S. (Desmosuccinea) Webb, 1954, S. (Heysuccinea) Webb, 1953, S. (Helisiga) Lesson, 1831 und ?S. (Brachyspira) L. Pfeiffer, 1855)
  - Gattung Succinella Mabille, 1871
  - Gattung Boninosuccinea Habe, 1956
  - Gattung Camptonyx Benson, 1858
  - Gattung Helisiga Lesson, 1831
  - Gattung Hyalimax H. Adams & A. Adams, 1855 (mit den Untergattungen H. (Hyalimax) Adams & Adams, 1855 und H. (Jarava) Godwin-Austen, 1882)
  - Gattung Laxisuccinea Cooke, 1921
  - Gattung Lithotis Blanford, 1863
  - Gattung Neosuccinea Matekin, 1956
  - Gattung Omalonyx d’Orbigny, 1841 (mit zwei Untergattungen: O. (Omalonyx) d’Orbigny, 1837 und O. (Neohyalimax) Simroth, 1896)
  - Gattung Pamirsuccinea Schileyko & Likharev, 1986
- Unterfamilie Oxylomatinae Schileyko & Likharev, 1986
  - Gattung Oxyloma Westerlund, 1887 (mit drei Untergattungen O. (Oxyloma) Westerlund, 1885, O. (Neoxyloma) Pilsbry, 1948 und O. (Succinoides) Schileyko, 1967)
  - Gattung ?Papyrotheca Brusina, 1893
- Unterfamilie Catinellinae Odhner, 1950
  - Gattung Catinella Pease, 1870
  - Gattung Indosuccinea Rao, 1924
  - Gattung Mediappendix Pilsbry, 1948
  - Gattung Quickella O. Boettger, 1939
  - Gattung Quickia Odhner, 1950 (mit den Untergattungen Q. (Quickia) Odhner, 1950 und Q. (Burchella) Patterson, 1970)